# Conacul Grigore Gigurtu din Ciorogârla
Conacul Grigore Gigurtu din Ciorogârla este un ansamblu de monumente istorice aflat pe teritoriul satului Ciorogârla, comuna Ciorogârla.
Ansamblul este format din două monumente:
- Biserica „Sf. Gheorghe” (cod LMI IF-II-m-B-15272.01)
- Conac (cod LMI IF-II-m-B-15272.02)

## Conac
Biserică zidită în plan trilobat în anul 1832. Pridvorul are o înăltime mai mică decât a pronaosului, care a fost înăltam în anul 1949. Scara de urcare în clopotnită în care se află în turlă din stânga de pe pronaos este ascunsă. Pictura bizantină în stil românesc, în ulei, în exterior. Igrasie până la 1,7 m.